# 1992年の自転車競技
1992年の自転車競技（1992ねんのじてんしゃきょうぎ）では1992年の自転車競技について記述する。

## 主なできごと
- 6月4日に行われた高松宮杯競輪決勝戦で、中野浩一が、同大会史上初の5度目の優勝を果たした滝澤正光に対し、2センター付近から捲り追い込みをかけてゴール直前で肉薄するも2着惜敗。そして、翌5日の朝7時のNHKニュース並びに5日付スポーツ報知一面にて引退が報じられる。これを受け中野は、同月8日に記者会見の場を設け、その場で、正式に現役引退を表明した。
- ミゲル・インドゥラインが、1987年のステファン・ロッシュ以来となる、ジロ・デ・イタリア、ツール・ド・フランスの同一年度総合優勝を達成。
- ジャンニ・ブーニョが、世界選手権・プロロードレース史上4人目となる2連覇を達成。
- ロードレース（1996年度シーズンよりオープン化）を除き、当年度シーズンを最後に、自転車競技では、アマチュア種目のカテゴリが消滅。これに伴い、1992年バルセロナオリンピックがオリンピックとしては最後のアマチュア限定大会となり、これを受け、男子ロードチームタイムトライアルが同大会を最後にオリンピックの種目から姿を消すことになった。
- 橋本聖子が日本人選手初となる、2大会連続の冬夏オリンピック出場を果たす。
- 吉岡稔真が、全日本新人王戦の出場資格となる、デビュー3年以内のS級在籍選手でありながら、当年の日本選手権競輪で優勝したため、新人王戦における出場資格を失い、代わって全日本競輪王戦の出場資格を得たが、優勝を飾る。
- オールスター競輪決勝戦において、1着ゴールの井上茂徳が内線突破により失格。2着入線の松本整が繰り上がりで優勝。
- 1990年の世界選手権自転車競技大会日本開催を記念して、競輪では、同年大会の名誉総裁となった寬仁親王がデザインした牌が下賜されて寬仁親王牌・世界選手権記念トーナメントが、ロードレースでは、ジャパンカップサイクルロードレースがそれぞれ開始される。

## 主な成績

### ロードレース
- ブエルタ・ア・エスパーニャ：4月27日〜5月17日
  - 総合優勝：トニー・ロミンゲル（ スイス、クラス） 96時間14分50秒
  - ポイント賞：ジャモリディネ・アブドヤパロフ（ ウズベキスタン）
  - 山岳賞：カルロス・エルナンデス・バイロ（英語版）（ スペイン）
- ジロ・デ・イタリア：5月24日〜6月14日
  - 総合優勝：ミゲル・インドゥライン（ スペイン、バネスト） 103時間36分08秒
  - ポイント賞：マリオ・チポッリーニ（ イタリア）
  - 山岳賞：クラウディオ・キアプッチ（ イタリア）
- ツール・ド・フランス：7月4日〜7月26日
  - 総合優勝：ミゲル・インドゥライン（ スペイン、バネスト） 100時間49分30秒
  - ポイント賞：ローラン・ジャラベール（ フランス）
  - 山岳賞：クラウディオ・キアプッチ（ イタリア）
- 世界選手権・プロロードレース：9月6日、 スペイン・ベニドルム
  - 優勝：ジャンニ・ブーニョ（ イタリア） 6時間34分28秒
- ミラノ〜サンレモ：3月21日
  - 優勝：ショーン・ケリー（ アイルランド）
- ロンド・ファン・フラーンデレン：4月5日
  - 優勝：ジャッキー・デュラン（ フランス）
- パリ〜ルーベ：4月12日
  - 優勝：ジルベール・デュクロラサール（ フランス）
- リエージュ〜バストーニュ〜リエージュ：4月19日
  - 優勝：ディルク・デ・ウォルフ（ ベルギー）
- ジロ・ディ・ロンバルディア：10月17日
  - 優勝：トニー・ロミンゲル（ スイス）
- ジャパンカップサイクルロードレース：11月8日
  - 優勝：ヘンドリック・ルダン （ ベルギー）
- UCI・ロードワールドランキングス
  - 年間第1位：ミゲル・インドゥライン（ スペイン）
- UCI・ロードワールドカップ
  - 優勝：オラフ・ルードヴィッヒ（ ドイツ）

### トラックレース

#### 競輪
- 日本選手権競輪：決勝日・3月25日 前橋競輪場
  - 優勝：吉岡稔真（福岡）
- 寬仁親王牌・世界選手権記念トーナメント：決勝日・5月19日 前橋競輪場
  - 優勝：吉岡稔真（福岡）
- 高松宮杯競輪：決勝日・6月4日 大津びわこ競輪場
  - 優勝：滝澤正光（千葉）
- ふるさとダービー：決勝日・6月30日 弥彦競輪場
  - 優勝：伊藤勝也（静岡）
- 全日本選抜競輪：決勝日・8月6日 岸和田競輪場
  - 優勝：梶應弘樹（愛媛）
- ふるさとダービー：決勝日・9月1日 函館競輪場
  - 優勝：鈴木誠（千葉）
- オールスター競輪：決勝日・9月28日 名古屋競輪場
  - 優勝：松本整（京都）
- 共同通信社杯ルビーカップレース：10月20日 大垣競輪場
  - 優勝：鈴木誠（千葉）
- 競輪祭：競輪王戦決勝日・11月25日、新人王戦決勝日・11月23日 小倉競輪場
  - 全日本競輪王戦優勝：吉岡稔真（福岡）
  - 全日本新人王戦優勝：児玉広志（香川）
- ふるさとダービー：決勝日・12月7日 別府競輪場
  - 優勝：吉岡稔真（福岡）
- KEIRINグランプリ'92：12月30日 平塚競輪場
  - 優勝：吉岡稔真（福岡）
- 賞金王：吉岡稔真（福岡） - 190,028,133円

### シクロクロス
- 世界選手権：2月3日　 イギリス リーズ
  - プロ優勝：ミーケ・クルーゲ（ ドイツ）